# Герб Смоленской области
Герб Смоленской области — официальный геральдический символ Смоленской области России, принятый 10 декабря 1998 года. В серебряном щите изображена птица Гамаюн на чёрной пушке с золотым лафетом — традиционный символ Смоленской земли. Герб имеет ряд почётных украшений, отображающих богатую историю области.

## Описание
Описание герба Смоленской области: 

В серебряном щите на чёрной пушке с золотым лафетом — золотая птица Гамаюн с крыльями и хвостом, украшенными червленью (красным цветом) и зеленью. Щит увенчан исторической земельной (великокняжеской образца 1730 года) шапкой и окружён лентой ордена Ленина. Девиз «НЕСГИБАЕМЫЙ ДУХ ВСЁ ПРЕВОЗМОЖЕТ» начертан чёрными литерами на серебряной ленте, переплетённой со скрещёнными зелёной с золотыми желудями ветвью дуба (справа) и зелёным стеблем льна (слева) с лазоревыми (голубыми, синими) имеющими золотую (жёлтую) середину цветками.— Закон Смоленской области от 30.10.2003 № 75-з «О гербе и флаге Смоленской области»
При воспроизведении герба Смоленской области должно быть обеспечено изобразительное соответствие его описанию. Грубыми искажениями являются изображение ядер под стволом пушки и земли под её колёсами. Допускается воспроизведение герба Смоленской области в виде цветного, одноцветного или рельефного (объёмного) изображения; в различной технике исполнения и из различных материалов; в сокращённой версии (без дополнительных элементов); с различными формами щита, композициями украшений, размерами девизной ленты и шрифтами литер на ней.
Создатель герба Смоленской области — краевед и геральдист Г. В. Ражнёв, автор монографии «Герб Смоленска» 1993 года.

## Символика
Птица Гамаюн на пушке является традиционным символом Смоленской земли. Пушка напоминает о богатой военной истории Смоленской земли. Кроме того, по мнению Г. В. Ражнёва, именно в Смоленске впервые появились пушки на территории современной России. В 1393 году в городе был произведён самый первый в России артиллерийский салют, за сто лет до Москвы. Пушка, в соответствие с рисунками XVII—XVIII веков, показана не в профиль, а несколько сзади. На современном гербе её задняя часть по рисунку повторяет гвардейскую ленту — символ советской гвардии, впервые появившейся в боях за Смоленскую область. Согласно автору герба, птица Гамаюн — это символ счастья, мира, богатства и благополучия, на смоленском гербе она также символизирует «космическую птицу — первого космонавта нашей планеты Юрия Гагарина», уроженца области.
Герб имеет щит оригинальной формы. Его вызубренная верхняя кромка напоминает Смоленскую крепостную стену, во время Смутного времени сыгравшую важную роль в военной истории Смоленской земли и всей России. Нижняя часть щита круглая, как у щитов, найденных при раскопках Гнёздовских курганов в Смоленской области. Кроме того, щит напоминает лиру — символ творческой, вообще гуманитарной, интеллигенции, что подчёркивает, что Смоленщина — родина композитора М. И. Глинки, поэтов М. И. Исаковского, А. Т. Твардовского и др.
Белый цвет щита показывает, что Смоленск был одним из центров Белой Руси. Кроме того, белый цвет — это символ мира, чистоты, открытости, помощи, взаимосотрудничества, что, по мнению Ражнёва, «наиболее подходит к пограничной области, которой является сегодня Смоленщина». Также белый цвет символизирует воинскую славу.
Княжеская шапка, указывает на то, что Смоленск был столицей великого княжества и символизирует преемственность области от княжества. Ветвь дуба с желудями символизирует воинские доблесть, героизм и славу, проявленные Смоленском в истории; три жёлудя говорят о наиболее значительных подвигах смолян в истории России: в период Смуты в 1609—1611 годах, в Отечественной войне 1812 года и в Великой Отечественной войне 1941—1945 годов. Стебель льна символизирует трудовые достижения смолян, также лён является традиционной культурой области и её неофициальным символом. Лента ордена Ленина, указывает на награждение области этой высшей наградой в 1958 году за восстановление хозяйства после Великой Отечественной войны.
Слова девиза «Несгибаемый дух всё превозможет» перекликаются с обращением М. И. Кутузова к смолянам в августе 1812 года. Также это дань уважения памяти полководцу, которому было присвоено звание Смоленский.

## Предыстория
Более подробно история смоленской территориальной символики рассмотрена в статье «Герб Смоленска».
На протяжении основной части своей более чем тысячелетней истории Смоленск был крупным территориальным центром: им возглавлялись Смоленское княжество, Смоленское воеводство, Смоленская губерния (Смоленское наместничество) и ныне он является центром Смоленской области.
На разных эмблемах (гербах) Смоленской земли (Смоленского воеводства) во время её нахождения в составе Великого княжества Литовского и Речи Посполитой были изображены идущий медведь (1430-е годы); в серебряном поле красное знамя с тремя оконечностями в столбец (1464—1480); хоругвь с рукояткой, на ней фигурный щиток с лежащим наискось золотым жезлом (1584); перевязь справа на щите под короной, окружённом декоративными листьями (1668).

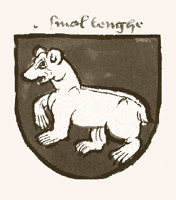
Герб Смоленской земли из гербовника «Armorial Lyncenich» 1430-х годов
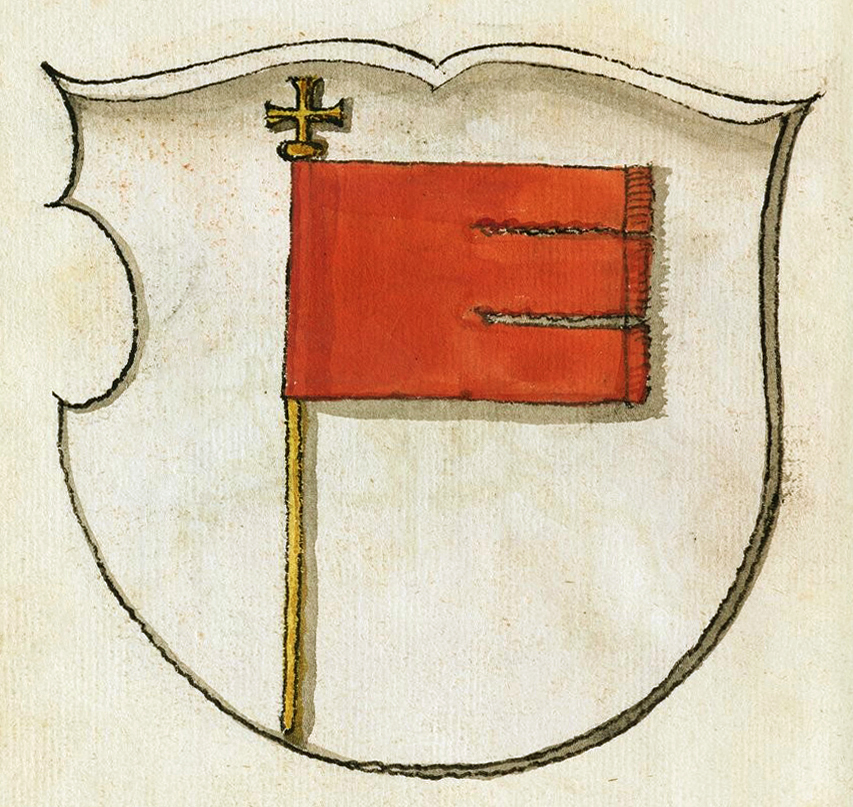
Герб Смоленского воеводства из рукописи «Stemmata Polonica[пол.]» второй половины XVI века
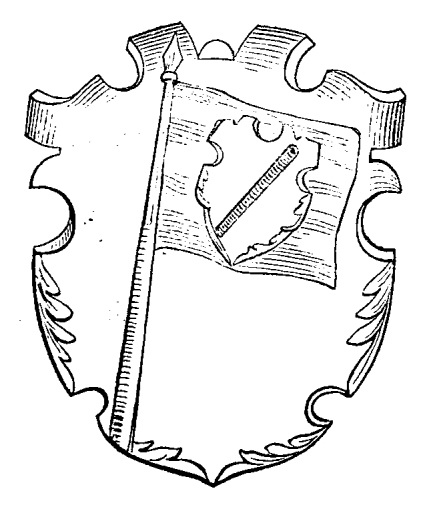
Герб титульного Смоленского воеводства из «Гербов рыцарства польского[пол.]» Бартоша Папроцкого 1584 года
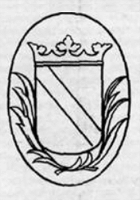
«Печать воеводства смоленского». 1668 год

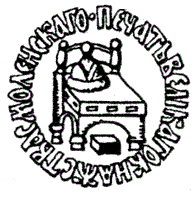
«Печать великого княжества Смоленского» на большой печати Ивана IV Грозного 1583 года

В составе Русского государства первой зафиксированной смоленской эмблемой является печать титульного Великого княжества Смоленского на большой печати Ивана IV Грозного 1583 года: великокняжеский престол, на котором положена шапка Мономаха:284, рядом стоит скамеечка для ног. Этот сюжет, характерен впоследствии для тверского герба.
Современная композиция смоленского герба достоверно известна со второй половины XVII века, хотя есть гипотезы, согласно которым смоленская эмблема появилась ещё в конце XIV века во времена Смоленского княжества. В конце XVII — начале XVIII века она использовалась в качестве печати и герба титульного Великого княжества Смоленского. Наиболее раннее упоминание относится к 1664 году — печать, приложенная к письму князя Фёдора Куракина из Смоленска:IV. Титульный смоленский герб помещён в «Царский титулярник» 1672 года, который часто называется первым русским гербовником.

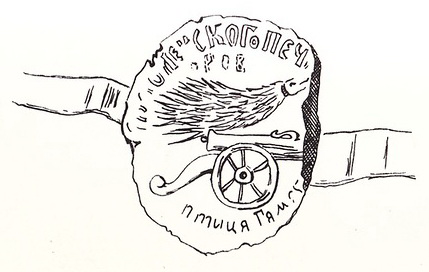
Печать княжества Смоленского 1664 года[9]:66[14]:IV
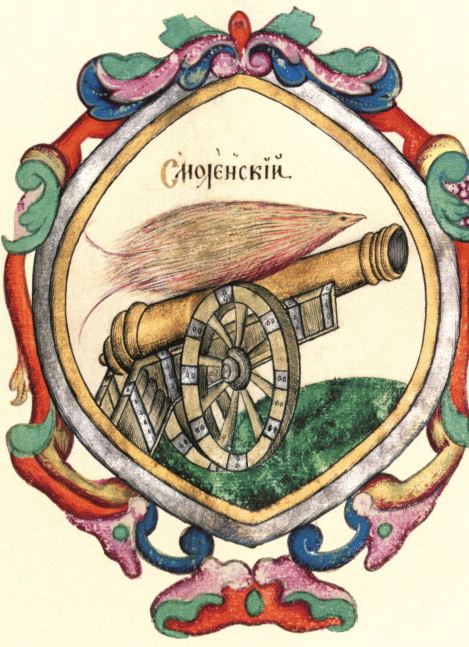
Герб княжества Смоленского из большого Титулярника 1672 года
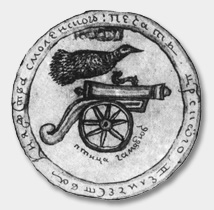
Рисунок «Печати царского величества княжества Смоленского». 1725 год
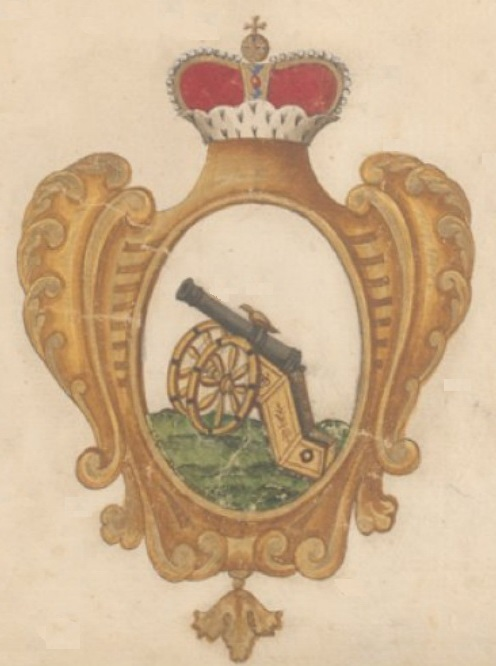
Герб Смоленска из «Знамённого гербовника» 1730 года в исполнении Ф. М. Санти

В 1724—1727 годах товарищ герольдмейстера Ф. М. Санти привёл смоленскую эмблему в соответствие с европейскими геральдическими стандартами. В 1730 году герб в исполнении Санти был включён в официально утверждённый «Знамённый гербовник», предназначавшийся для изготовления знамён полков, которые приписывались к определённым городам и назывались в их честь. Описание смоленского герба: «Птица жёлтая без ног на чёрной пушке с жёлтым станком или лафетом, поле белое»:IX—X, XV—XVI. Щит венчала княжеская корона, указывавшая на то, что Смоленск был центром великого княжества.
10 (21) октября 1780 года при герольдмейстере А. А. Волкове в царствование Екатерины II был утверждён герб города Смоленска, использовавшийся и как герб Смоленского наместничества: в серебряном поле на зелёной земле пушка с сидящей на ней райской птицей, лафет пушки — золотой, ствол — чёрный. Украшения щитов в этот период не использовались.
8 (20) декабря 1856 года был утверждён герб Смоленской губернии (городской герб остался старым): «в серебряном поле чёрная пушка, лафет и колёса в золотой оправе, на запале райская птица». Как и у всех гербов остальных губерний, щит венчала императорская корона и украшали дубовые ветки с золотыми листьями, перевитые голубой Андреевской лентой. На изображениях герба 1856 года райская птица, до этого всегда изображавшаяся безногой, а иногда и бескрылой, «встала на ноги», в таком виде она показана и на современном гербе.

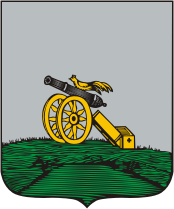
Герб города Смоленска и Смоленского наместничества 1780 года. Современная раскрашенная версия
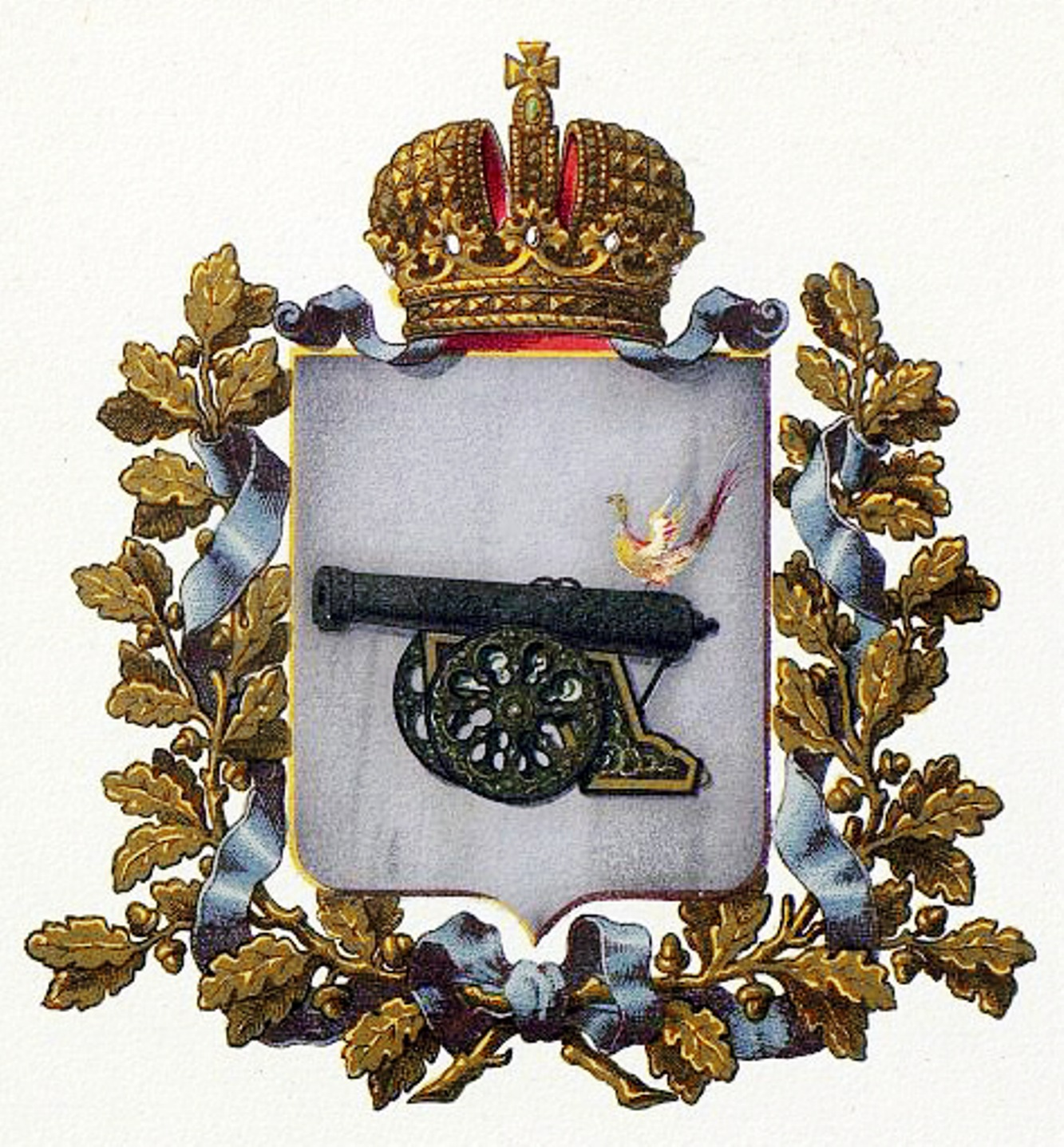
Герб Смоленской губернии 1856 года. Официальный рисунок 1880 года
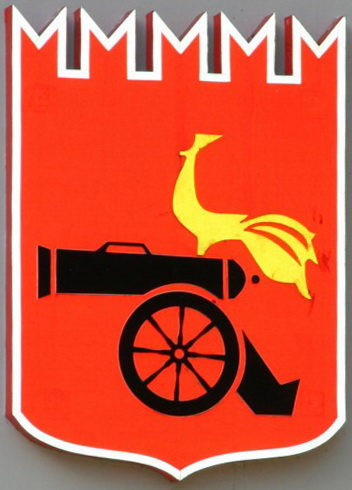
Герб на стеле при въезде в Смоленскую область

С упразднением губерний при советской власти все правовые акты по ним потеряли силу. Соответственно, Смоленская область с момента своего образования в 1937 году не имела официальной символики. Тем не менее, так как на смоленском гербе не имелось ни монархической, ни религиозной символики, в советское время не создавалось препятствий для его полуофициального использования как в качестве городского, так и областного герба. При этом щит зачастую изображался красным.

## Утверждение
С возрождением российской геральдики в постсоветское время встал вопрос об учреждении герба Смоленской области. 10 декабря 1998 года решением № 179 Смоленская областная дума приняла закон «О гербе и флаге Смоленской области» № 38-з от 22 декабря 1998 года; закон вступил в действие 30 декабря 1998 года. Законом № 16-з от 5 февраля 2002 года (принят 31 января 2002 года) в закон 1998 года вносились небольшие изменения. 30 октября 2003 года был принят новый закон Смоленской области от 12 ноября 2003 года № 75-з «О гербе и флаге Смоленской области». В него вносились изменения законом от 27 апреля 2007 года № 32-з (принят 25 апреля 2007 года) и законом от 31 октября 2011 № 83-з. Описание герба с 1998 года не изменялось.
Герб Смоленской области внесён в Государственный геральдический регистр Российской Федерации под № 433.

## Критика
При анализе современной российской геральдики, исследователи отмечают, что герб Смоленской области относится к тем региональным эмблемам, при разработке которых был сделан акцент на исторические традиции и национально-патриотические чувства, и к тем гербам, в которых совмещаются имперские (великокняжеская шапка) и советские (лента ордена Ленина) символы. По мнению геральдиста Е. В. Пчелова, историческая композиция на гербе Смоленской области выполнена «очень красиво», а лента ордена Ленина «изящно охватывает оригинальный щит» (при том, что Пчелов в целом критично относится к закреплению советской символики в российских гербах и её совмещению с символикой имперской).

## На других символах
Вместе с гербом был принят и второй основной официальный символ Смоленской области — её флаг, на котором наверху у древка помещён сокращённый вариант герба Смоленской области — щит с шапкой. Законом о гербе допускается его использование в гербах муниципальных образований области как знака их административно-территориальной принадлежности к ней — он может помещаться в вольной части щита их гербов.

Флаг Смоленской области (с 1998 года)
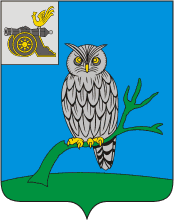
Герб Сычёвского района как пример герба Смоленской области в вольной части герба муниципального образования